# Big Huge Games

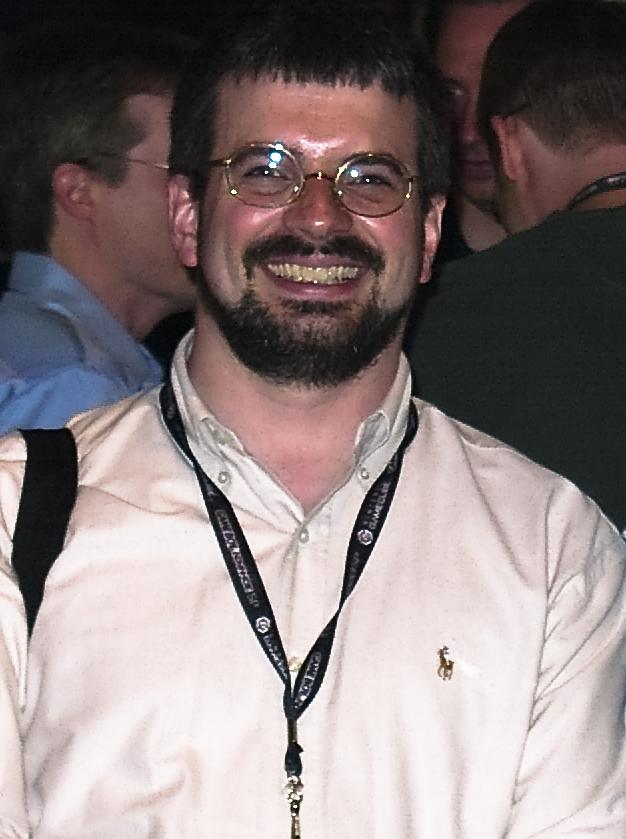
Brian Reynolds auf der E3 2003

Big Huge Games Inc. (BHG) ist der Name zweier amerikanischer Entwicklungsstudios für Computerspiele, die beide von Spieledesigner Brian Reynolds gegründet wurden. Das erste Unternehmen dieses Namens wurde mit Sitz in Timonium, Maryland, gegründet und erlangte vor allem durch die Entwicklung von Strategiespielen wie Rise of Nations Bekanntheit. 2012 wurde das Studio aufgrund der Insolvenz des Mutterunternehmens 38 Studios geschlossen. 2013 ersteigerte Firmengründer Brian Reynolds die Rechte an dem Namen Big Huge Games und benannte sein zuvor in Baltimore neugegründetes Studio SecretNewCo in Big Huge Games um. Im März 2016 wurde das Studio von dem koreanischen Spieleanbieter Nexon gekauft.

## Firmengeschichte

### Anfänge als Strategiespiel-Entwickler
Das Unternehmen wurde im Jahr 2000 von den Spieleentwicklern Tim Train, David Inscore, Jason Coleman und Brian Reynolds gegründet, die bereits bei Entwicklern wie MicroProse und Firaxis Games an vielen erfolgreichen Strategie-Titeln mitwirkten, darunter Civilization II, Colonization und Sid Meier’s Alpha Centauri.
Die Bekanntheit der Gründer und der Erfolg der Spiele, an denen sie mitgewirkt hatten, machten es ihnen einfach, einen großen Publisher zu finden, der die Entwicklung finanziell unterstützte: Der Softwarekonzern Microsoft erwarb mit einem Exklusiv-Vertrag alle Publishing- und Distributions-Rechte an den Titeln von BHG. Microsoft finanzierte die Entwicklung des ersten Titels mit mehreren Millionen Dollar. Außerdem erhielt Big Huge Games den Programmcode von Age of Empires II von Microsoft zur freien Verwendung.
Der erste veröffentlichte Titel des jungen Unternehmens, das Strategiespiel Rise of Nations, erschien im Mai 2003. Es erhielt ausgezeichnete Wertungen und mehrere Auszeichnungen (darunter sieben Game-of-the-year-Awards), auch die Verkaufszahlen konnten überzeugen. Im April 2004 folgte das erste Add-on, Thrones and Patriots. Zusammen verkauften sich Hauptprogramm und Erweiterung bis Oktober 2004, als die Gold-Edition mit beiden Programmen erschien, rund eine Million Mal.
Das Nachfolgespiel Rise of Nations: Rise of Legends, das im Gegensatz zum Vorgänger jedoch keine geschichtlichen Ereignisse nachspielt, sondern in einer Fantasy-Steampunk-Welt angesiedelt ist, in der sowohl dampfbasierte Technologie als auch Magie existieren, wurde im Mai 2006 veröffentlicht. Doch obwohl das Entwicklungsbudget und das Entwicklerteam im Vergleich zu Rise of Nations aufgestockt wurde und der Titel hohes Kritikerlob erhielt, verkaufte Publisher Microsoft nur rund ein Drittel dessen, was von Rise of Nations abgesetzt werden konnte. Microsoft beschloss daher, den Vertrag über die Entwicklung von Rise of Nations 2 zu kündigen.
In der Folge entwickelte Big Huge Games Catan, die Xbox-Live-Arcade-Version des Brettspiels Die Siedler von Catan von Klaus Teuber. Das Entwicklungsstudio war außerdem am Add-on The Asian Dynasties des Echtzeit-Strategiespiels Age of Empires III beteiligt, welches am 30. Oktober 2007 veröffentlicht wurde.

### Übernahme, Neuausrichtung und Schließung
Bereits im Februar 2007 begannen die Arbeiten an einem neuen Rollenspiel. Für das Projekt wurde der ehemalige Lead Designer von The Elder Scrolls IV: Oblivion und The Elder Scrolls III: Morrowind, Ken Rolston, engagiert. Zwischenzeitlich, am 15. Januar 2008, wurde Big Huge Games von Publisher THQ übernommen, jedoch nach gravierenden Verlusten des Konzerns bereits im März 2009 im Zuge von Sparmaßnahmen wieder zum Verkauf angeboten.
Am 27. Mai 2009 wurde das Entwicklungsstudio von Curt Schillings 38 Studios aus Providence, Rhode Island aufgekauft, am 30. Juni 2009 wurde bekannt, dass Studiogründer Reynolds das Unternehmen verlassen und einen Posten als Chefdesigner von Zynga East übernommen habe. 38 Studios arbeiteten zum Zeitpunkt der Übernahme bereits seit längerem an einem MMORPG in der von Buchautor R. A. Salvatore entwickelten Fantasywelt von Amalur. Das Hintergrundszenario von 38 Studios Fantasywelt wurde daraufhin zur Grundlage für Big Huge Games Einzelspieler-Rollenspiel, das am 9. Februar 2012 unter dem Titel  Kingdoms of Amalur: Reckoning erschien. Beteiligt waren neben Ken Rolston auch Mark Nelson (Shivering Isles (Add-on zu Oblivion), Morrowind, Fallout 3) sowie Ian Frazier (Titan Quest). Es war das erste Spiel des Unternehmens, das nicht von Microsoft vertrieben wurde, Publisher war Electronic Arts.
Am 24. Mai 2012 wurde bekannt, dass 38 Studios aufgrund massiver finanzieller Probleme sämtliche Angestellte, darunter auch die Mitarbeiter von Big Huge Games, entlassen hatte. Ein großer Teil der Belegschaft wurde von Epic Games übernommen und bildete das neugegründete Studio Epic Baltimore, weitere Mitarbeiter wechselten zu Zynga East und ZeniMax Online Studios. 38 Studios reichte am 7. Juni 2012 eine Bankrott-Erklärung ein.
38 Studios wurde nach Insolvenz geschlossen und die Marken und Technologien des Unternehmens am 11. Dezember 2013 versteigert, darunter auch die Rechte an den Spielen und dem Namen von Big Huge Games. Die Rechte an Rise of Nations/Rise of Legends – darunter auch ein fertig entwickeltes, aber bislang unveröffentlichtes iOS-Spiel mit dem Namen Rise of Nations: Tactics – sowie die Namensrechte an Big Huge Games fanden für 320.000 US-Dollar einen unbekannten Käufer. Für die Rechte an Kingdoms of Amalur, die neben dem fertigen Spiel und der Marke auch die Rechte am unvollendeten MMO mit dem Projekttitel Copernicus und der dafür entwickelten Begleitsoftware/-techniken beinhalteten, fand sich jedoch kein ausreichend hohes Gebot. Ebenfalls keinen Käufer fanden die Big Huge Games Engine und die Rechte an der Brettspielumsetzung Catan für Xbox Live.

### Kauf der Namensrechte und Neubeginn
Im Februar 2013 verließ Reynolds Zynga und gab die Gründung eines neuen Entwicklerstudios bekannt. Das SecretNewCo benannte Unternehmen erhielt im Juli 2013 Kapital unter anderem durch ein Investment des koreanischen Spieleherstellers Nexon, der sich dafür im Gegenzug einen Minderheitsanteil am Unternehmen und die Veröffentlichungsrechte am ersten in Entwicklung befindlichen Spiel sicherte. Im Oktober 2014 benannte sich das Unternehmen in Big Huge Games um. Die entsprechenden Namensrechte hatte sich Reynolds in der Auktion der verschiedenen Markenrechte von 38 Studios gesichert. Als erstes Spiel wurde das mobile Free2Play-Strategiespiel DomiNations, ein Spiel im Stil von Clash of Clans bzw. Rise of Nations, mit Veröffentlichung im Jahr 2015 für Apple iOS und Android angekündigt. 2016 übernahm Nexon das Studio vollständig.

## Veröffentlichte Titel
- Rise of Nations (2003)
- Rise of Nations: Thrones and Patriots (2004, Add-on)
- Rise of Nations: Rise of Legends (2006)
- Catan (2007) (Xbox 360)
- Age of Empires III: The Asian Dynasties (2007)
- Kingdoms of Amalur: Reckoning (2012)
- DomiNations (2015)